# Strage di Bullenhuser Damm
La Strage di Bullenhuser Damm fu un crimine di guerra nazista inflitto a 20 bambini ebrei, 4 deportati adulti e 24 prigionieri di guerra russi nella scuola elementare di Bullenhuser Damm ad Amburgo, in Germania, il 20-21 aprile 1945.

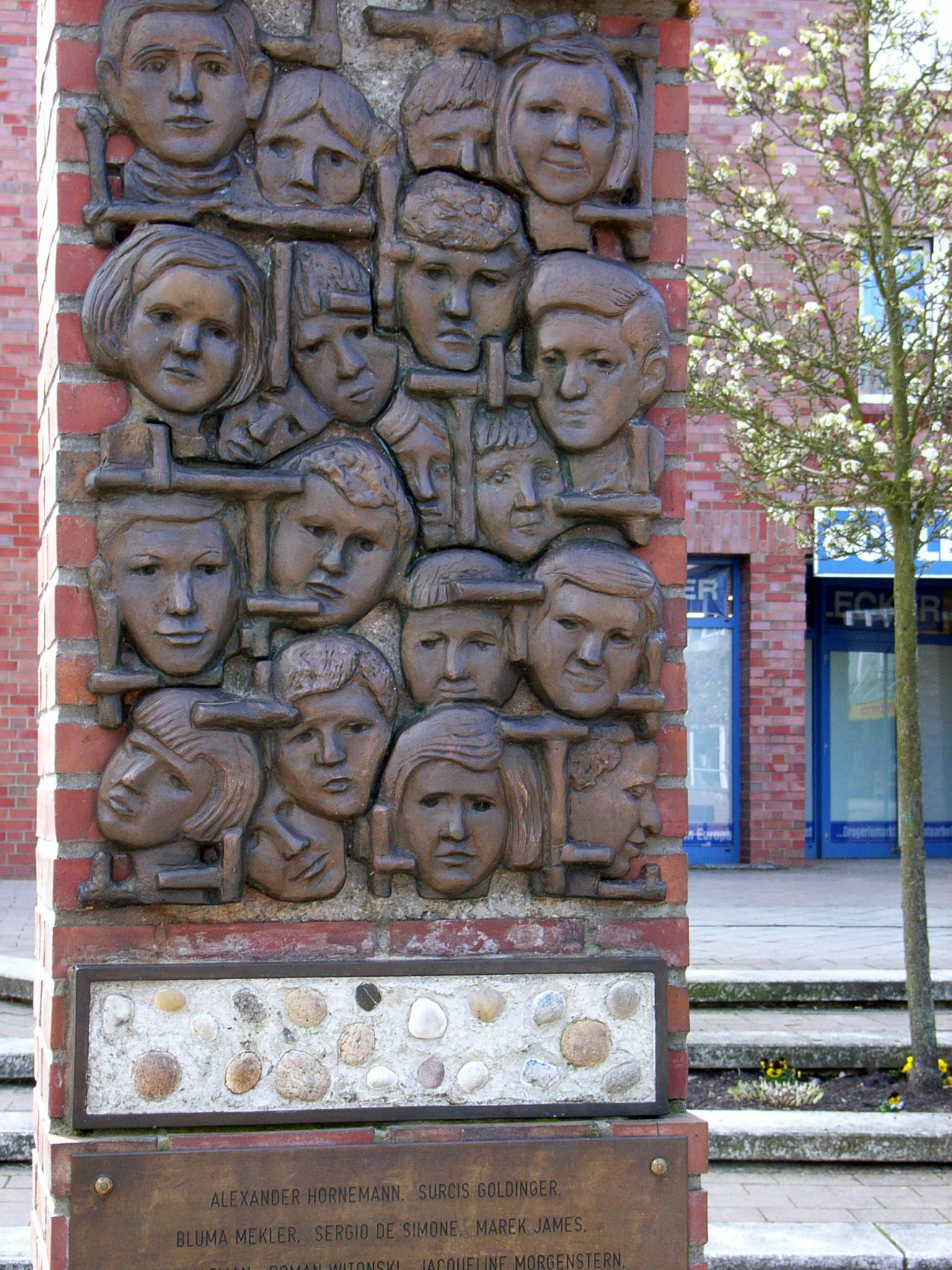
Il monumento con i volti e i nomi dei venti bambini uccisi nella scuola di Bullenhuser Damm.

## Antefatti
Convinto che un alto numero di cavie umane avrebbe garantito al Reich risultati scientifici più autorevoli, Heinrich Himmler aveva affidato alle SS il compito di supervisionare i 18.000 prigionieri del campo di concentramento di Neuengamme selezionati come cavie umane per gli esperimenti.
Le cavie vennero collocate in una zona d'ospedale, interdetta al resto del campo.
Lo storico Paul Julian Weindling conferma che la presenza dei 20 bambini ebrei prelevati dai Kinderblock del campo di sterminio di Birkenau venne tenuta nascosta agli altri prigionieri di Neuengamme.
I bambini vennero reclusi nella Baracca dei bambini, la numero 4a.
I bacilli vivi della tubercolosi venivano iniettati dallo staff del medico delle SS Kurt Heißmeyer mediante un tubo calato nello stomaco delle cavie, alle quali 2 settimane dopo veniva esaminato l'ispessimento dei linfonodi per confermare che avessero contratto per la prima volta l'infezione.
Un'ulteriore resezione era praticata per somministrare i bacilli per via endovenosa, qualora ad esempio l'esito fosse stato negativo.
Le azioni sulle cavie umane proseguirono fino alla liberazione.

## Fatti
Il 20 aprile 1945, quando la Germania nazista era vicina al crollo definitivo, si decise di evacuare e ripulire il campo di concentramento di Neuengamme.
Kurt Heissmeyer aveva lasciato Neuengamme e con gli Alleati alle porte di Amburgo, il comandante del campo Max Pauly, il 7 aprile 1945, aveva chiesto per iscritto al RSHA (Ufficio Centrale per la Sicurezza del Reich) di Berlino cosa si dovesse fare con le cavie dell'esperimento sulla tubercolosi.
Berlino aveva risposto il 20 aprile che il Dipartimento Heissmeyer «è annullato».
Essendo presente in loco la Croce Rossa svedese, fu ritenuto molto pericoloso commettere crimini all'interno del campo.
Si decise di conseguenza di trasferire nel sottocampo di Bullenhuser Damm, nei pressi di Amburgo, 20 bambini oggetto di esperimenti medici, insieme a 2 medici francesi deportati, René Quenouille e Jean Marie Gabriel Florence, a due infermieri olandesi anch'essi deportati, Dirk Deutekom e Antonie Hölzel e a 6 prigionieri di guerra russi, anch'essi cavie volontarie per l'esperimento in cambio di cibo.
Ciò avvenne nella notte tra il 20 e il 21 aprile 1945 su un camion del servizio postale.
Al momento della partenza, per convincere i bambini ancora assonnati si disse loro che sarebbero stati portati dai propri genitori..
Nel camion salirono 3 SS, Wilhelm Dreimann, Heinrich Wiehagen e Adolf Speck, mentre accanto all'autista Hans Friedrich Petersen prese posto il medico del campo Alfred Trzebinski.
Dopo un breve viaggio, il camion giunse al campo esterno dove li attendeva l'SS-Obersturmführer Arnold Strippel con le 2 SS di guardia alla scuola, Johann Frahm e Ewald Jauch.
Nel seminterrato della scuola vennero prima strangolati i 6 prigionieri russi, poi si procedette con i 2 medici francesi e i 2 infermieri nederlandesi.
Anche i 20 bambini insonnoliti e malati, portati nel seminterrato, si sottoposero docilmente a una iniezione di morfina al cuore, che credevano trattarsi di un vaccino.
Alcuni dei bambini si addormentarono e morirono immediatamente.
Quelli che respiravano ancora furono portati in un'altra stanza e appesi a dei ganci predisposti alle pareti.
Alcuni dei bambini pesavano così poco che il cappio non poteva essere chiuso, quindi, l'SS-Unterscharführer Johann Frahm tirò giù i corpi dei bambini con tutto il suo peso.
Due giorni dopo, al mattino, i corpi furono portati al campo di concentramento di Neuengamme e cremati.
Dopo la guerra, Johann Frahm ha testimoniato che i bambini "(...) furono poi appesi a ganci «come quadri alle pareti»".
L'eccidio si concluse all'alba del 21 aprile 1945 con l'uccisione di altri 18 prigionieri russi arrivati poco dopo con un altro camion dal Sottocampo di Hamburg-Hammerbrook in Spaldingstraße nº 156/158, che avrebbe dovuto essere già totalmente evacuato il 17 Aprile 1945.
Si dice che molti di questi prigionieri siano fuggiti e almeno tre di loro furono fucilati dalle SS Adolf Speck e Heinrich Wiehagen mentre cercavano di fuggire.
Gli altri furono condotti nella sala caldaie nel seminterrato a gruppi di 4 e appesi ai tubi del riscaldamento.

## Vittime
I 4 prigionieri che svolsero attività sanitarie assassinati furono:
| Cognome    | Nome               | Sesso | Nazionalità | Luogo di nascita | Data di Nascita | Anni alla morte             | Professione                     |
| ---------- | ------------------ | ----- | ----------- | ---------------- | --------------- | --------------------------- | ------------------------------- |
| Florence   | Jean Marie Gabriel | M     | Francia     | Lyon             | 21/06/1886      | 58 anni, 10 mesi, 0 giorni  | Medico, Biologo                 |
| Quenouille | René               | M     | Francia     | Sarlat           | 06/12/1884      | 60 anni, 3 mesi, 14 giorni  | Medico                          |
| Deutekom   | Dirk               | M     | Paesi Bassi | Amsterdam        | 01/12/1895      | 49 anni, 3 mesi, 20 giorni  | Tipografo, nel Campo Infermiere |
| Hölzel     | Antonie            | M     | Paesi Bassi | Deventer         | 07/05/1909      | 35 anni, 10 mesi, 13 giorni | Autista, nel Campo Infermiere   |

I 20 bambini assassinati furono:
| Cognome                       | Nome              | Sesso | Nazionalità    | Luogo di nascita | Data di Nascita | Anni alla morte             |
| ----------------------------- | ----------------- | ----- | -------------- | ---------------- | --------------- | --------------------------- |
| Altmann                       | Mania             | F     | Polonia        | Radom            | 07/04/1938      | 7 anni, 0 mesi, 13 giorni   |
| Birnbaum                      | Lelka             | F     | Polonia        | ?                | ??/??/1933      | 11/12 anni circa            |
| De Simone                     | Sergio            | M     | Italia         | Napoli           | 29/11/1937      | 7 anni, 4 mesi, 21 giorni   |
| Goldfinger (f.k.a. Goldinger) | Sara (Surcis)     | F     | Polonia        | Ostrowiec        | 20/09/1933      | 11 anni, 7 mesi, 0 giorni   |
| Herszberg                     | Riwka             | F     | Polonia        | Zduńska Wola     | 07/06/1939      | 5 anni, 10 mesi, 13 giorni  |
| Hornemann                     | Alexander (Lexje) | M     | Paesi Bassi    | Eindhoven        | 31/05/1936      | 8 anni, 10 mesi, 19 giorni  |
| Hornemann                     | Eduard (Edo)      | M     | Paesi Bassi    | Eindhoven        | 01/01/1933      | 12 anni, 3 mesi, 19 giorni  |
| James                         | Marek             | M     | Polonia        | Radom            | 17/03/1939      | 6 anni, 1 mese, 3 giorni    |
| Jungleib                      | Walter (-Jacob ?) | M     | Cecoslovacchia | Hlohovec         | 12/08/1932      | 12 anni, 8 mesi, 8 giorni   |
| Klygerman                     | Lea (o Lola?)     | F     | Polonia        | Ostrowiec        | 28/04/1937      | 7 anni, 11 mesi, 22 giorni  |
| Kohn                          | Georges-André     | M     | Francia        | Parigi           | 23/04/1932      | 12 anni, 11 mesi, 27 giorni |
| Mekler                        | Bluma (Blumel)    | F     | Polonia        | Sandomierz       | ??/??/1934      | 10/11 anni circa            |
| Morgenstern                   | Jacqueline        | F     | Francia        | Parigi           | 26/05/1932      | 12 anni, 10 mesi, 24 giorni |
| Reichenbaum                   | Eduard (Edulek)   | M     | Polonia        | Katowice         | 15/11/1934      | 10 anni, 5 mesi, 5 giorni   |
| Steinbaum (o Szteinbaum)      | Marek             | M     | Polonia        | Radom            | 26/05/1937      | 7 anni, 10 mesi, 24 giorni  |
| Wassermann                    | H.                | F     | Polonia        | ?                | ??/??/1937      | 7/8 anni circa              |
| Witońska                      | Eleonora (Lenka)  | F     | Polonia        | Radom            | 16/09/1939      | 5 anni, 7 mesi, 4 giorni    |
| Witoński                      | Roman (Romek)     | M     | Polonia        | Radom            | 08/06/1938      | 6 anni, 10 mesi, 12 giorni  |
| Zeller                        | Roman             | M     | Polonia        | ?                | ??/??/1933      | 11/12 anni circa            |
| Zylberberg                    | Ruchla            | F     | Polonia        | Zawichost        | 06/05/1936      | 8 anni, 11 mesi, 14 giorni  |

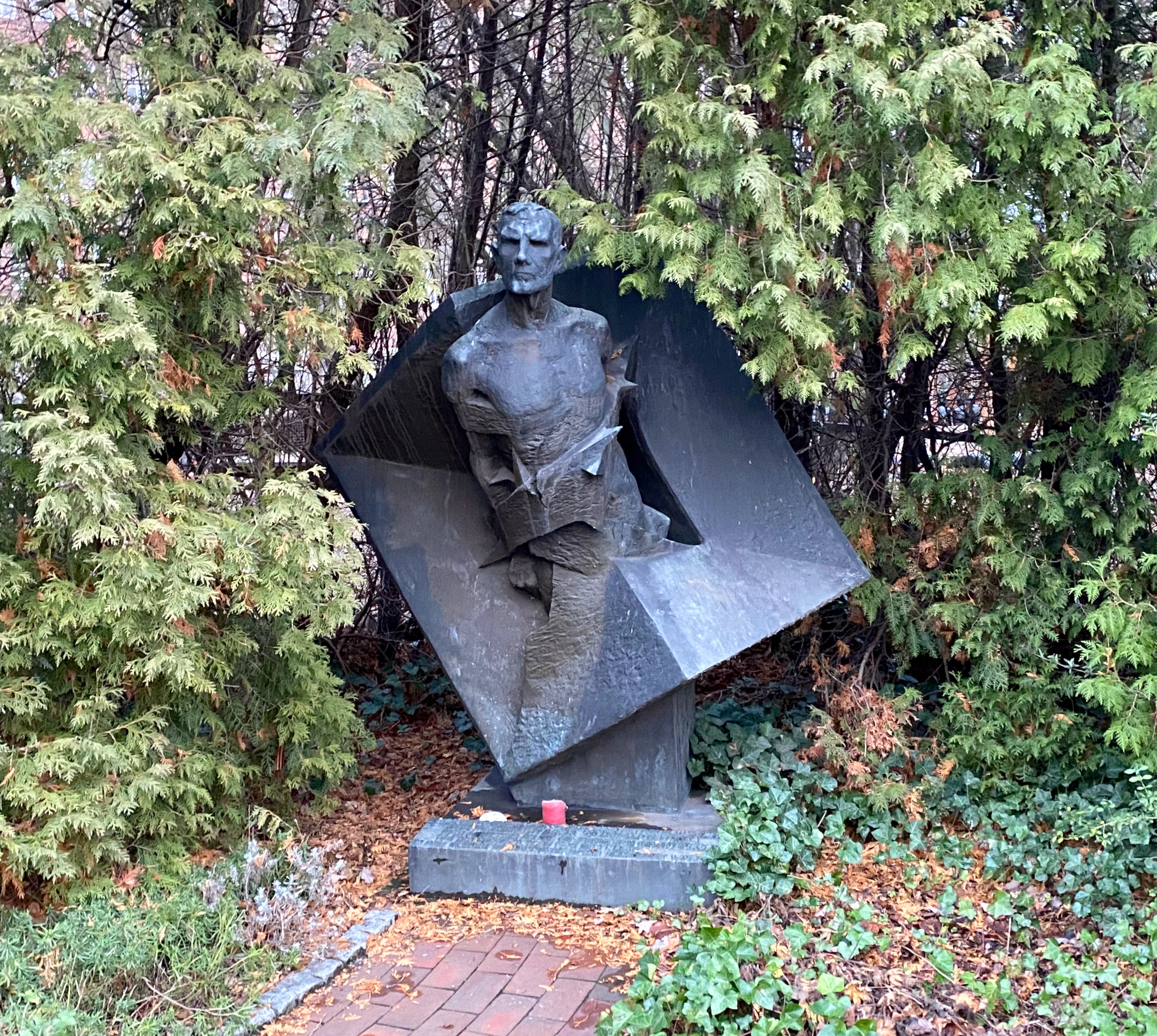
Il Memoriale dei cittadini sovietici assassinati dai nazisti nella scuola di Bullenhauser Damm il 20 aprile 1945.

I 24 prigionieri sovietici, rimasti anonimi, assassinati furono:
| Cognome   | Nome           | Sesso | Nazionalità                                    | Luogo di nascita | Data di Nascita | Anni alla morte          | Campo di provenienza                                       |
| --------- | -------------- | ----- | ---------------------------------------------- | ---------------- | --------------- | ------------------------ | ---------------------------------------------------------- |
| 1º Gruppo | 6 Prigionieri  | M     | Unione delle Repubbliche Socialiste Sovietiche | ?                | ?               | ? anni, ? mesi, ? giorni | Ospedale del Campo di concentramento di Neuengamme         |
| 2º Gruppo | 18 Prigionieri | M     | Unione delle Repubbliche Socialiste Sovietiche | ?                | ?               | ? anni, ? mesi, ? giorni | Sottocampo di Hamburg-Hammerbrook (Spaldingstraße 156/158) |

## Il giorno del ricordo

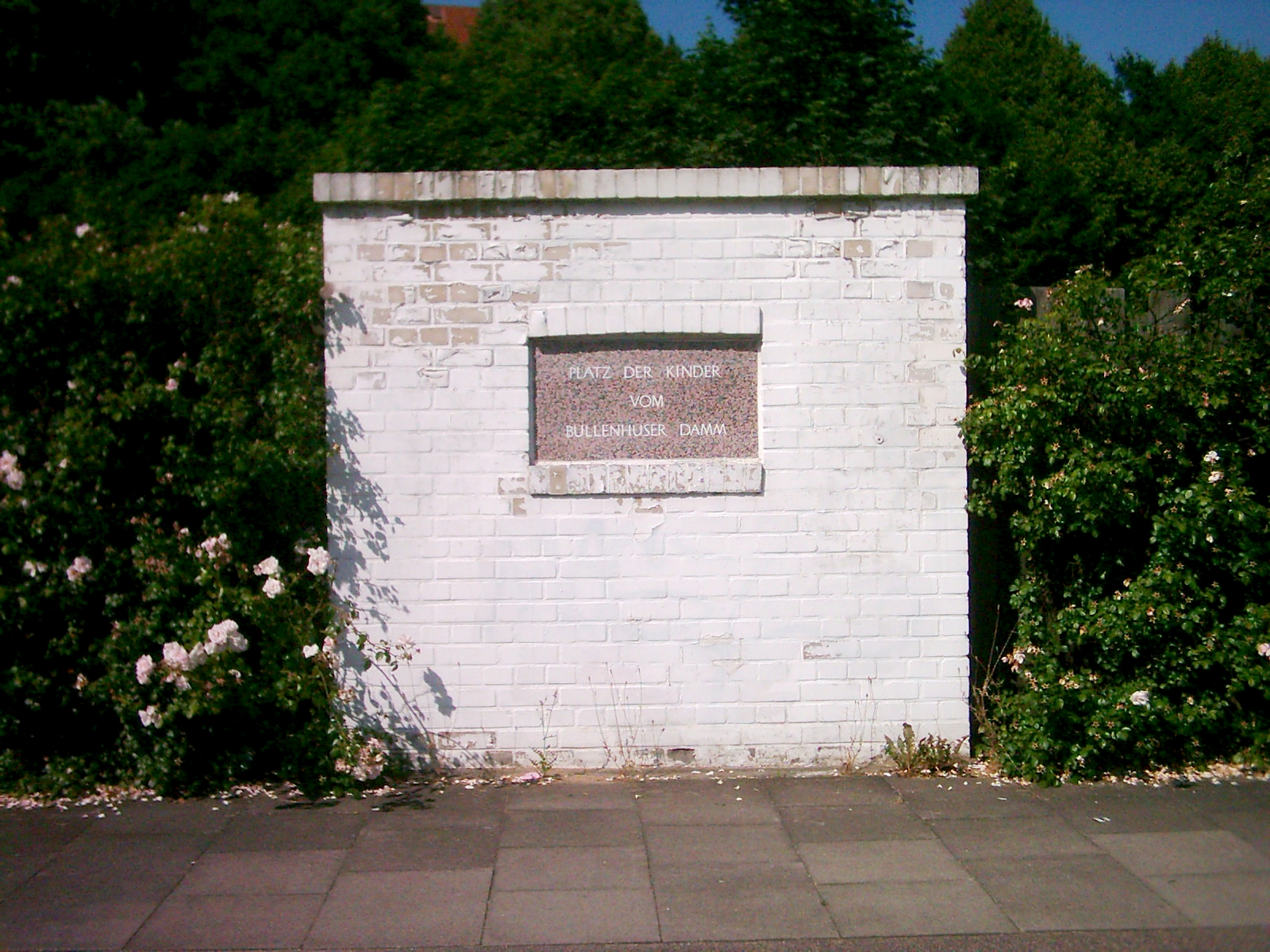
Platz der Kinder vom Bullenhuser Damm ad Amburgo

Ogni anno nella scuola di Bullenhuser Damm, che ora si chiama "Janusz Korczak Schule" viene celebrato il 20 aprile come "Il Giorno del Ricordo".
Il 20 aprile 1979 è nata l'"Associazione dei Bambini di Bullenhuser Damm", presieduta da Philippe Kohn - fratello di Georges-André Kohn, il più grande dei 20 bambini trucidati.
Nel giardino di rose bianche della scuola è stata posta una lapide dove si legge: